# Dockwise
Dockwise Group — холдинговая компания в сфере морского транспорта, базирующаяся в Нидерландах.

## История
Dockwise была образована в сентябре 1993 года в результате слияния двух взаимодополняющих компаний, Wijsmuller Transport (подразделение Heerema) и Dock Express Shipping (подразделение Royal Vopak), став крупнейшей в мире компанией по морским перевозкам тяжелых грузов. Объединенная компания действовала из новой штаб-квартиры в Меере (Хогстратен), Бельгия. Wijsmuller Transport владела флотом из семи полупогружных судов: Mighty Servant 1, Mighty Servant 2, Mighty Servant 3 и Super Servant 3, 4, 5 и 6; и четырех док-судов: Dock Express 10, 11, 12 и 20.
В 2001 году к компании присоединилась компания Offshore Heavy Transport ASA, добавив два тяжелых транспортных судна MV Черный Марлин и MV Голубой марлин .
В ноябре 2010 года для обслуживания развивающегося рынка сверхтяжелых перевозок компания заказала корейской фирме Hyundai Heavy Industries (HHI) новый тяжёлый транспорт Dockwise Type 0. Судно было построено в последнем квартале 2012 года и затем переименовано в Dockwise Vanguard.
В 2013 году Dockwise была приобретена Royal Boskalis Westminster NV, которая предоставляет услуги в области дноуглубительных работ, внутренней инфраструктуры, морской энергетики, буксировки и спасения.

### Dockwise Shipping BV
Dockwise — нефтегазовая сервисная компания, обеспечивающая логистическое управление крупными и тяжелыми сооружениями. Ключевыми услугами являются тяжелый морской транспорт, морской транспорт, а также монтажные и наземные промышленные проекты. Компания перевозит различные тяжелые морские конструкции, такие как крупные производственные и буровые платформы массой до 85 000 тонн. Штаб-квартира компании находится в Папендрехте, Нидерланды.

### Список судов
- Dockwise White Marlin
- Dockwise Vanguard
- Blue Marlin
- Black Marlin
- Mighty Servant 1
- Mighty Servant 2
- Mighty Servant 3
- Transshelf
- Transporter
- Target
- Treasure
- Talisman
- Trustee
- Triumph
- Swan
- Swift
- Teal
- Tern